# 克里特 (伊利諾伊州)
克里特（英語：Crete）是位於美國伊利諾伊州威爾縣的一個村落。

## 地理
克里特的座標為41°27′21″N 88°37′09″W / 41.45583°N 88.61917°W，而該地最高點為海拔高度224米（即735英尺）。

## 人口
根據2010年美國人口普查的數據，克里特的面積為25.03平方千米，當中陸地面積為24.99平方千米，而水域面積為0.04平方千米。當地共有人口8259人，而人口密度為每平方千米329人。